# Walter Comercial
Walter Comercial byl lehký nákladní automobil továrny Walter (Akciová továrna automobilů Josef Walter a spol., Praha-Jinonice), českého výrobce automobilů. Walter Comercial měl motor z osobního automobilu Walter 4 B (1928–1930) a byl vyráběn v letech 1930–1935.

## Vznik a užití
Výroba nákladních automobilů a autobusů byla v jinonické továrně zahájena v roce 1924, kdy na silnice vyjel Walter PN. Rokem 1928 nastává příznivý obrat ve vývoji a výrobě automobilů původní konstrukce Walter. Je opuštěna jednotná řada WZ resp. její pokračování řada P, která byly ve výrobě od roku 1919, resp. od roku 1924. Walter přichází s novou řadou čtyřválcových (4 B) a šestiválcových motorů (6 B). "B" - používané v označení vozů znamená, že jejich konstruktérem byl ing. František Adolf Barvitius. Tyto výkonné motory byly využívány i v nákladních vozech. Lehký nákladní automobil Comercial s motorem z osobního automobilu Walter 4 B měl nosnost 1,5 t. Tento nákladní automobil byl poprvé veřejnosti představen na XXII. mezinárodní výstavě automobilů v Praze, která se konala v říjnu 1930. Byl to nejlehčí typ o nosnosti 1,5 tuny. Podvozek s nízkým rámem se však hodil jak pro účely rychlé nákladní dopravy, tak i pro menší autobusy.

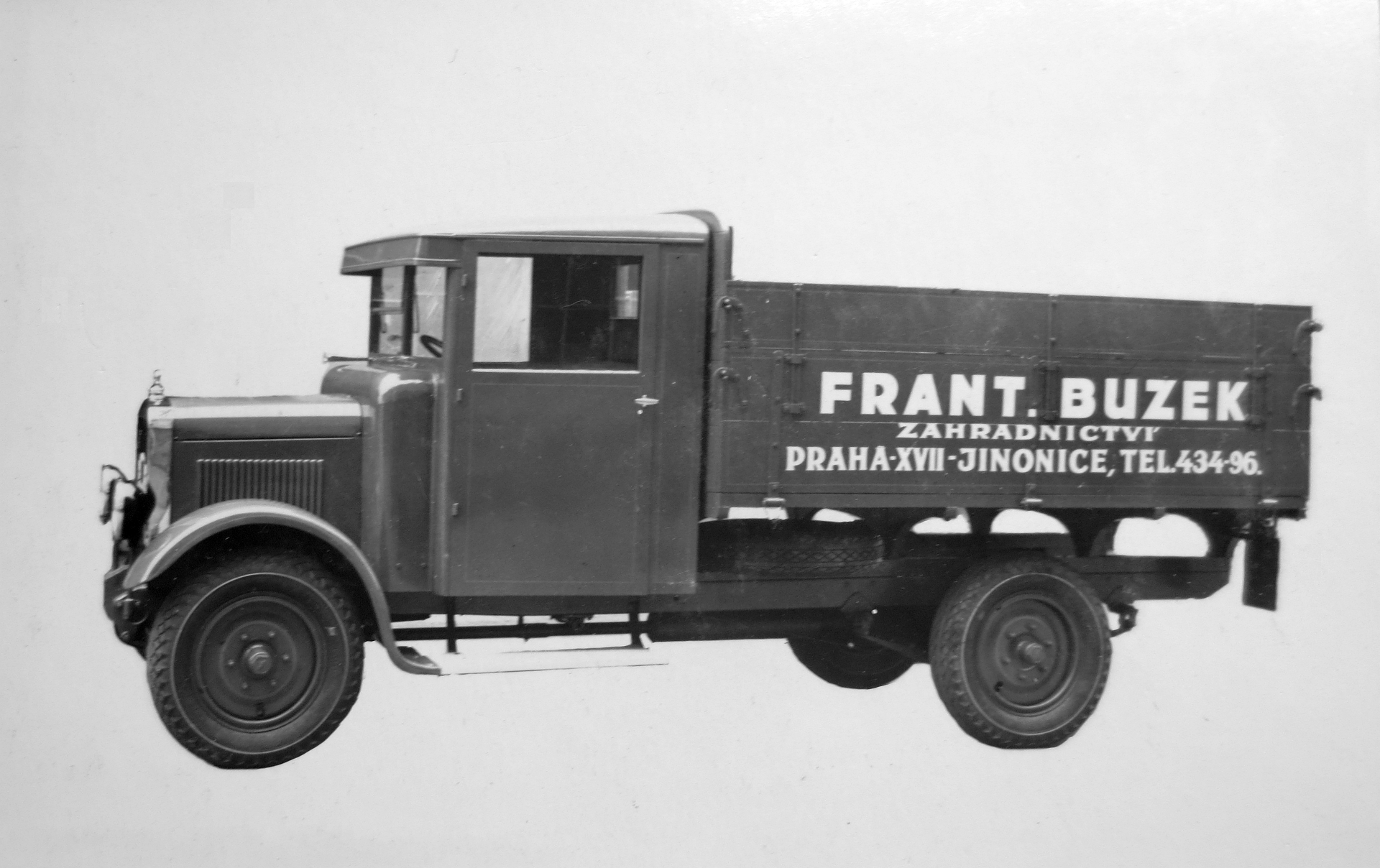
Walter Comercial, valník fy. Buzek (1930)

Automobily Walter Comercial a jeho varianty byly robustní, pevné, trvanlivé a nenáročné na údržbu. Jejich obsluha byla maximálně usnadněna a zjednodušena, aby vyžadovala co nejméně práce a pozornosti. Byly bezpečné, snadně se ovládaly a bylo pamatováno i na pohodlí řidiče. Účelně řešené karoserie a jejich speciální adaptace je předurčovaly pro různé účely a použití. V následujících letech (po roce 1930) vyráběla továrna Walter užitkové vozy se silnějšími motory (FN, Universal, Ideal), ale k vozu se čtyřválcovým, řadovým motorem OHV o nižším zdvihovém objemu (2368 cm³) se ještě vrátila v polovině 30. let (1934-6), kdy začala vyrábět užitkový vůz Walter 1500 o nosnosti 1500 kg.

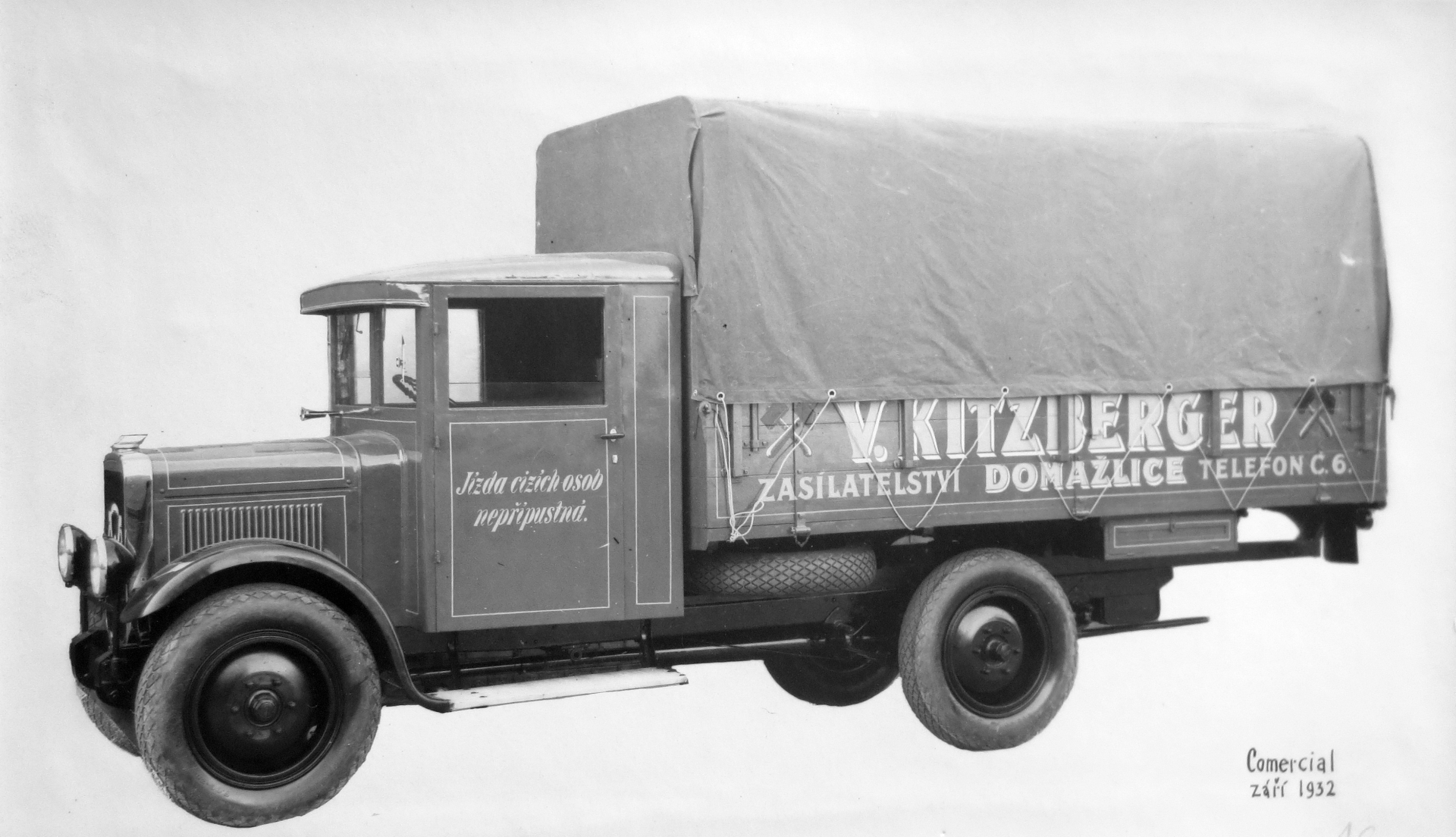
Walter Comercial, valník fy. Kitziberger (1932)

## Motor
Vůz označovaný rovněž jako HP 8/35 měl zážehový, kapalinou chlazený řadový, čtyřdobý čtyřválec (R4), se snímatelnou hlavou o objemu 1908 cm³ (vrtání 75, zdvih 108 mm), dva visuté ventily/válec a rozvod OHV. Dosahoval výkonu 25,7 kW/35 k při otáčkách 2500 ot./min a kompresním poměru 5,5:1. Pro hasičský vůz byl výkon zvýšen na 37 k a od roku 1934 výkon stoupl až na 40 k při otáčkách 3000 ot./min. Vůz měl spotřebu 15-18 l benzínu na 100 km
Motor s blokem ze slitiny hliníku tvořil s převodovkou jeden celek. Písty rovněž z hliníkové slitiny byly typu Nelson-Bohnalite. Klikový hřídel spočíval ve třech ložiskách. Po pravé straně měl motor dynamo, po levé karburátor Zenith HAK 30 (později Zenith UH 30). Startér typu RJVC4C byl od firmy Bosch a baterie Varta 3Bf6 dávala proud zapalování. Magneto pro dynamoakumulátorové zapalování s automatickou regulací předstihu zážehu dodávala švýcarská firma Scintilla, popř. Bosch IMU 4 A. Tlakové oběžné mazání s ozubeným čerpadlem doplňoval již čistič oleje. Vodní termosifonové chlazení podporovaly voštinový chladič a ventilátor. Jednokotoučová suchá spojka přenášela hnací sílu na čtyřstupňovou převodovku se zpátečkou (4+Z). Řadicí páka byla umístěna na víku převodovky uprostřed kabiny vozu. Samosvorné šnekové řízení bylo pravostranné.
Tento motor byl ve výrobě až do roku 1935 a přežil svého původního nositele Walter 4 B (1928–1930) o 5 roků. V letech 1934-5 byl ve výrobní řadě užitkových automobilů Walter doplněn typem W 1500, který měl stejnou nosnost (1,5 t), ale byl osazen silnějším, čtyřválcovým motorem OHV o zdvihovém objemu 2368 cm³ (vrtání 80 x zdvih 117,8 mm) a výkonu 26,5 kW/36 k při 2400 ot/min. 

## Podvozek
Nízký, prohnutý rám dával tomuto nákladnímu automobilu dobré jízdní vlastnosti. Jízda s ním byla zpříjemněna dokonalým pérováním, podporovaným použitím "abnormálně velkých balonů". Všechna mazací místa na podvozku byla osazena maznicemi Técalémit. Spojovací hřídel přenášel hnací sílu na kuželové soukolí u zadní nápravy, která byla díky nižší nosnosti osazena pouze jedním párem pneumatik.
Brzdy byly původně mechanické, táhlové na zadní nápravě a na bubnech předních kol byly servobrzdy Poulet. Konečné řešení od roku 1931 představovaly expanzivní hydraulické brzdy Lockheed na všech čtyřech kolech, což tehdy byla novinka v konstrukci nákladních automobilů. K tomuto řešení továrna přistoupila po dobrých zkušenostech, které získala po dlouhodobém ověření tohoto systému u osobních vozů.

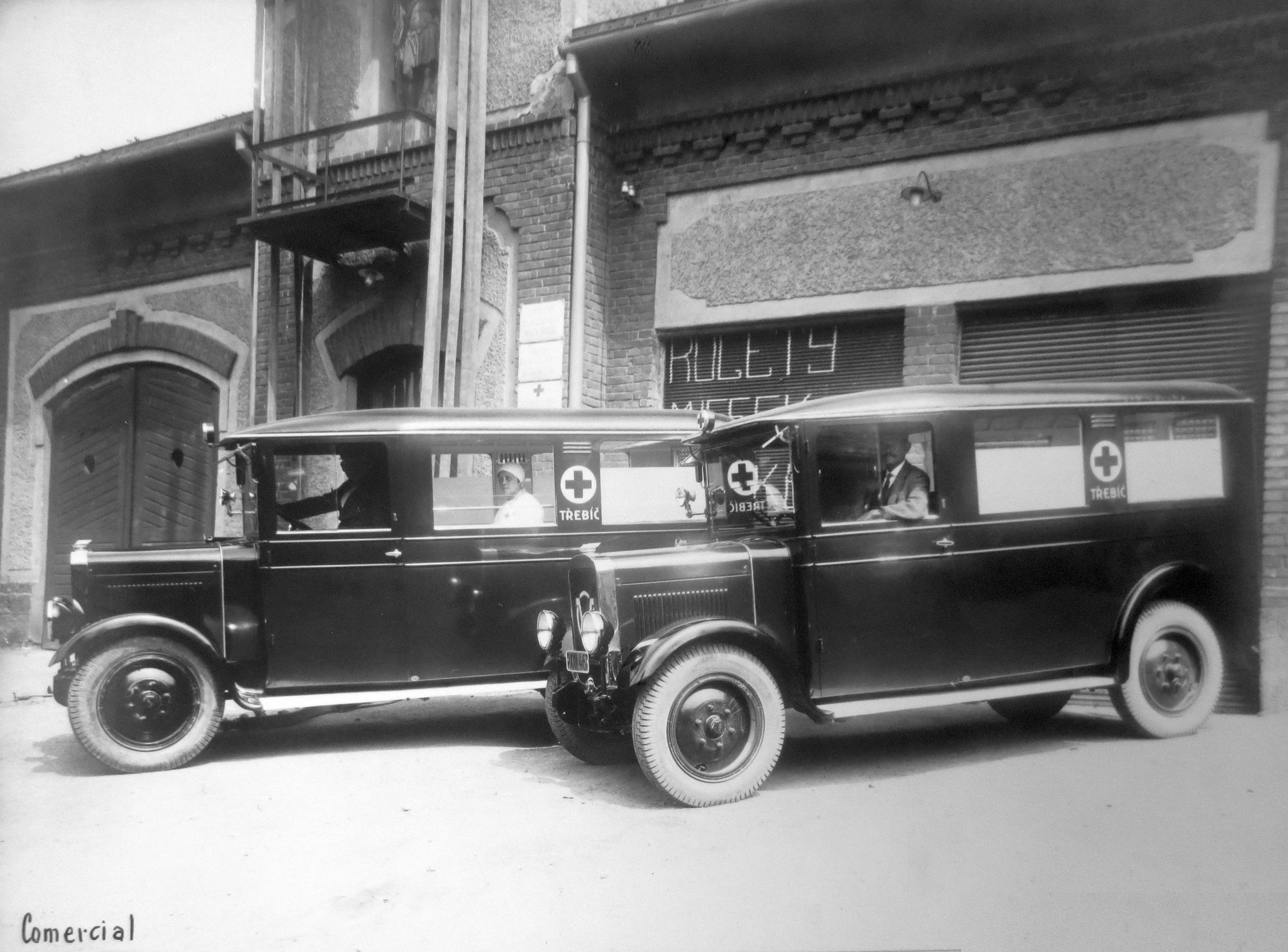
Walter Comercial, sanitky provozované v Třebíči (1931)

Půleliptická listová péra s výkyvnými závěsy doplňovaly tlumiče. Podvozek byl osazen diskovými koly Kromag 28x5/18 SS, později Hering 32x6 SS. Podvozek s rozchodem kol 1400 mm a rozvorem 3200 mm měl hmotnost 1100 kg a byl společný pro všechny nástavby.  Rozměr pneumatik 757x145 (30x6,75") resp. později SS 20x7“. Palivová nádrž na 120 l. Samotný podvozek v roce 1930 stál 59000 Kč, v roce 1931 57500 Kč a o rok později 49800 Kč.

## Karoserie
Nejvíce byl využíván pro potřeby rychlé nákladní dopravy (max. rychlost 55 km/h), pro karoserie speciálních účelů (sanitní, hasičské, kropicí a policejní vozy) a také pro menší autobusy. Dnes bychom je označili jako minibusy. Tyto užitkové automobily řady Comercial byly označovány jako všestranně použitelné:  skříňové dodávkové vozy, dokonale řešený sanitní vůz, který vynikal důmyslnou konstrukcí odpérovaného zavěšení nosítek a vyhovoval tak všem požadavkům pohodlné dopravy raněných i na velké vzdálenosti, po osazení cisternou jako kropicí nebo hasičský vůz. Pohotovostní hmotnost byla 2600 kg, nosnost 1500 kg.
Ceny těchto automobilů se od prvního představení v roce 1930 postupně snižovaly. Na konci výroby v roce 1935 se prodávaly v důsledku světové hospodářské krize ale také v důsledku racionalizace výroby v jinonické továrně až o 40 % levněji než při zahájení výroby. V pozdější letech produkce měla modernizovaná kabina zešikmenou přední stěnu.
Valník se prodával za velmi příznivou cenu 39000 Kč (1935), avšak až po dramatickém snížení cen v důsledku světové hospodářské krize. V roce 1932 stál 54 800 Kč a při zahájení výroby v roce 1930 přes 63 000 Kč. Samotné šasi valníku stálo v říjnu 1930 (při zahájení výroby) 59 000 Kč, v říjnu 1931 byla cena snížena na 57 500 Kč. Dodával se jako otevřený valník, popř. jako „zaplachtovaný“ valník. Boční postranice valníku byly sklopné. Jeden z těchto vozů vlastnila i firma Zahradnictví Beneš, jejíž provoz byl "přes ulici" na východ od areálu továrny. Po roce 1940 Antonín Kumpera od Františka Buzka pozemky odkoupil a v letech 1942–1943 zde byla postavena největší výrobní hala továrny tzv. Iranhala.
- sanita

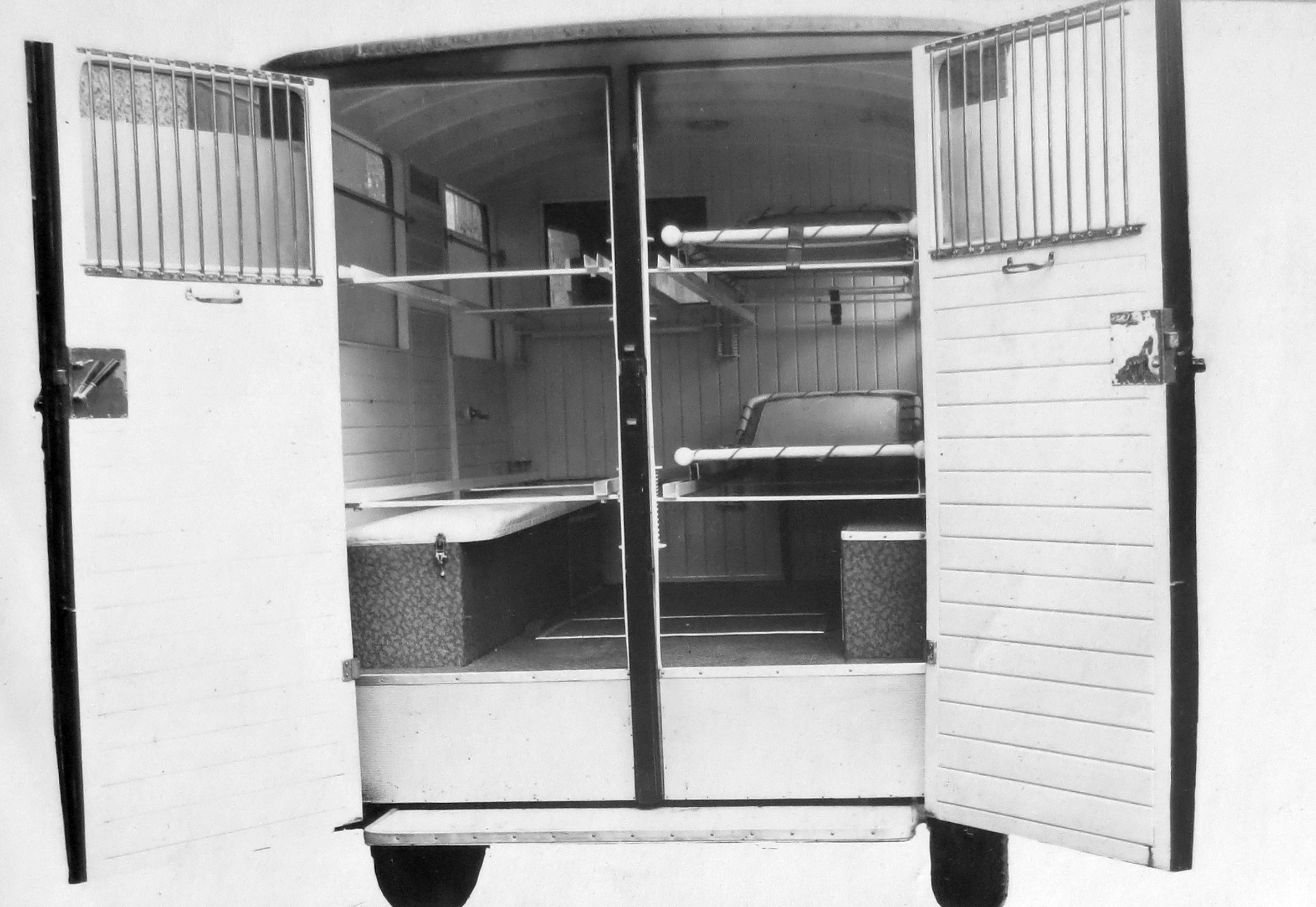
Walter Comercial, sanitní vůz (1932)

Sanitní vůz vystavený na pražském autosalonu v roce 1931 měl odpérovány i závěsy nosítek. Vyhovoval dle komentáře všem požadavkům pohodlně dopravy raněných i na velké vzdálenosti. Byl původně určen pro přepravu 2 osob (dvoulůžkový). Od roku 1932 byl nabízen s přepravním prostorem se čtyřmi lůžky, se speciálními odpérovanými závěsy a odděleným místem pro lékaře včetně nezbytného vybavení (skříňka s léky a nástroji pro první pomoc). Cena byla stanovena na 55 000 Kč (1935). 
- hasičský a kropicí vůz

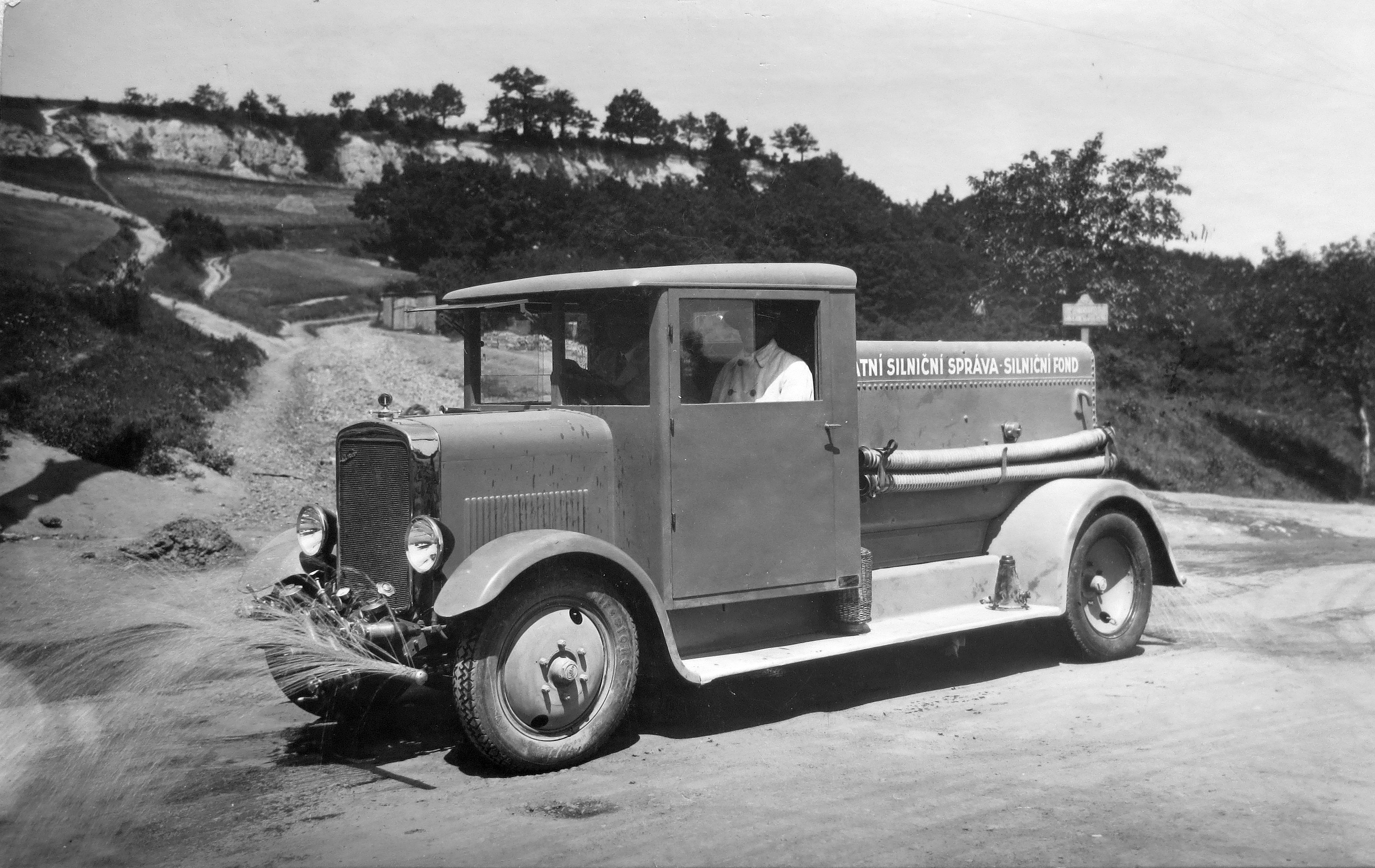
Walter Comercial, kropicí vůz (1931)

Hasičská stříkačka měla mírně upravený motor na vyšší výkon, který pak dával 27,2 kW/37 k při 3000 ot/min. Připojený snímek z testování kropicího vozu byl pořízen nedaleko továrny, pod přírodní památkou Vidoule. 
- autobus

Autobus Comercial měl původně kapacitu max. 15 osob sedících na podélných lavicích, v roce 1931 byla kapacita zvýšena na 12–20 osob podle uspořádání sedadel. V říjnu 1930 se autobus v kompletní výpravě prodával za 92 000 Kč (samotné šasi za 59 000 Kč), v roce 1931 za 89 000 Kč (šasi za 57 500 Kč) a o rok později za 79 000 Kč. K základnímu vybavení bylo možno přiobjednat za příplatek topení, druhé rezervní kolo s pneumatikou, hodinky na přístrojovou desku, horskou vzpěru atd. Délka karosérií byla individuální podle požadavků dopravce. Maximální rychlost autobusu byla 55 km/h.
- policejní bus

Automobil pro potřeby četnictva meziválečné první Československé republiky byl postaven na základě autobusu Comercial s podélnými lavicemi. Jeden z těchto vozů je součástí sbírek Muzea na demarkační linii v Rokycanech a bývá předváděn na akci Bahna.

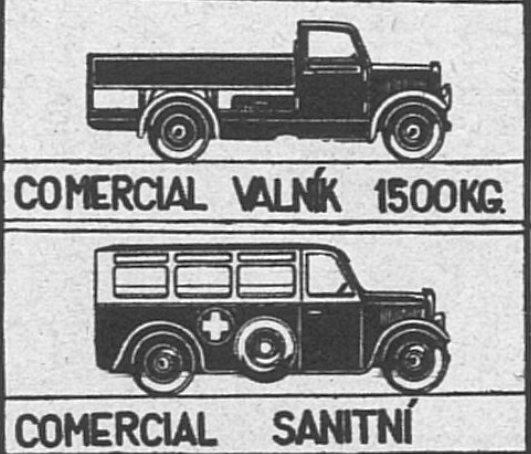
Walter Comercial valník, sanitka (1935)

## Galerie

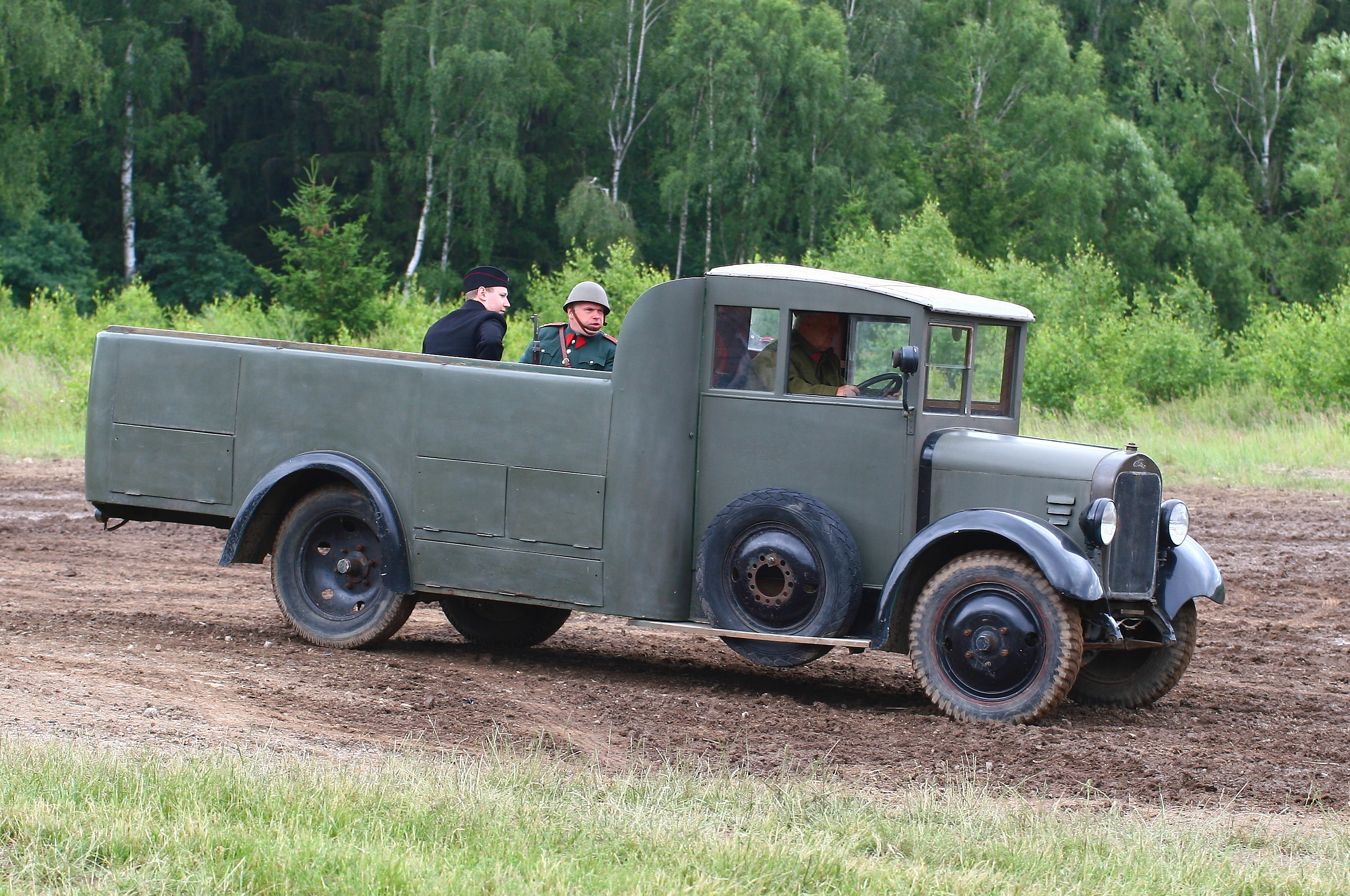
Policejní automobil Comercial
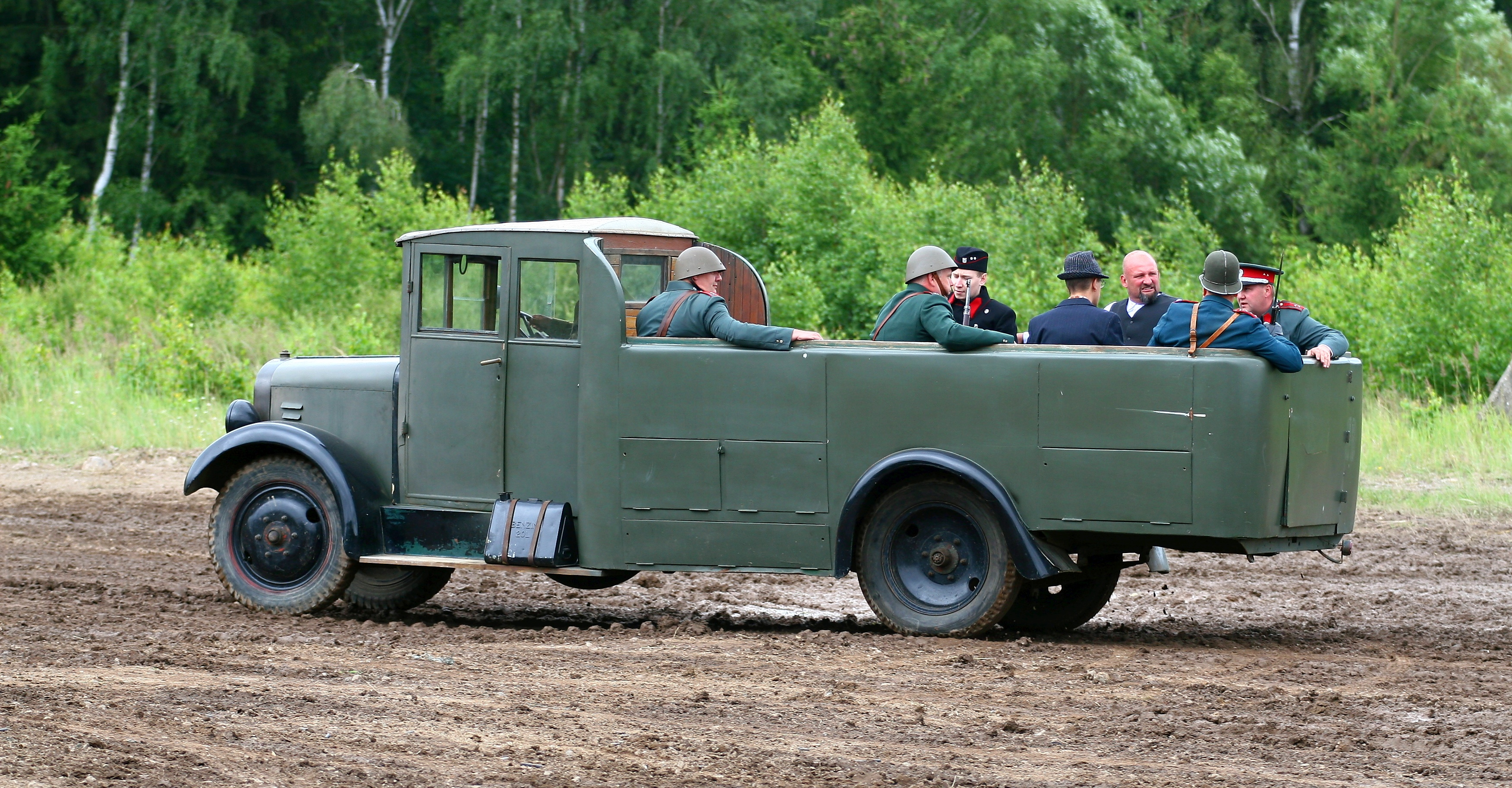
Policejní Comercial na akci Bahna (2018)
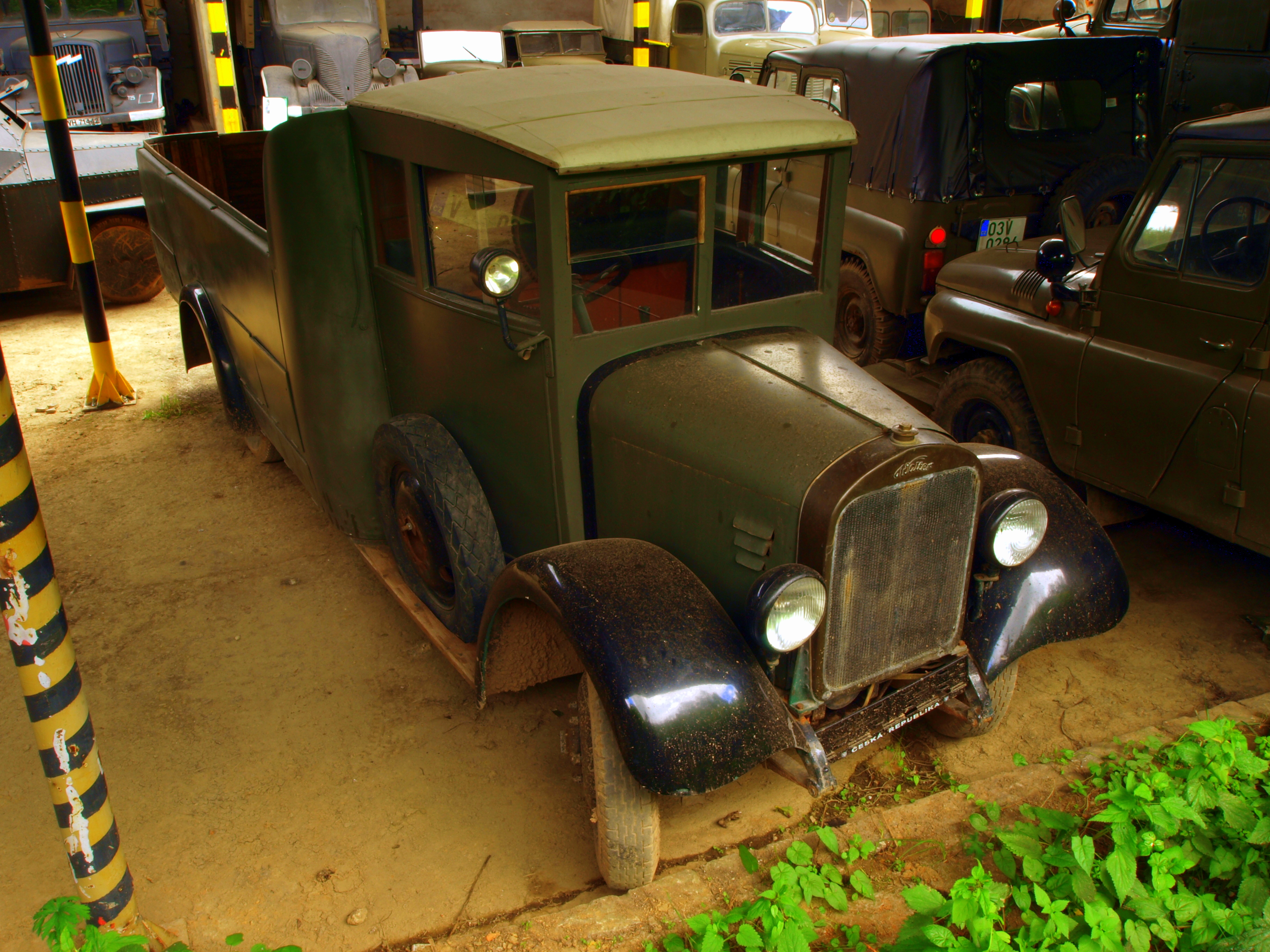
Walter Commercial v Muzeu na demarkační linii v Rokycanech (2012)
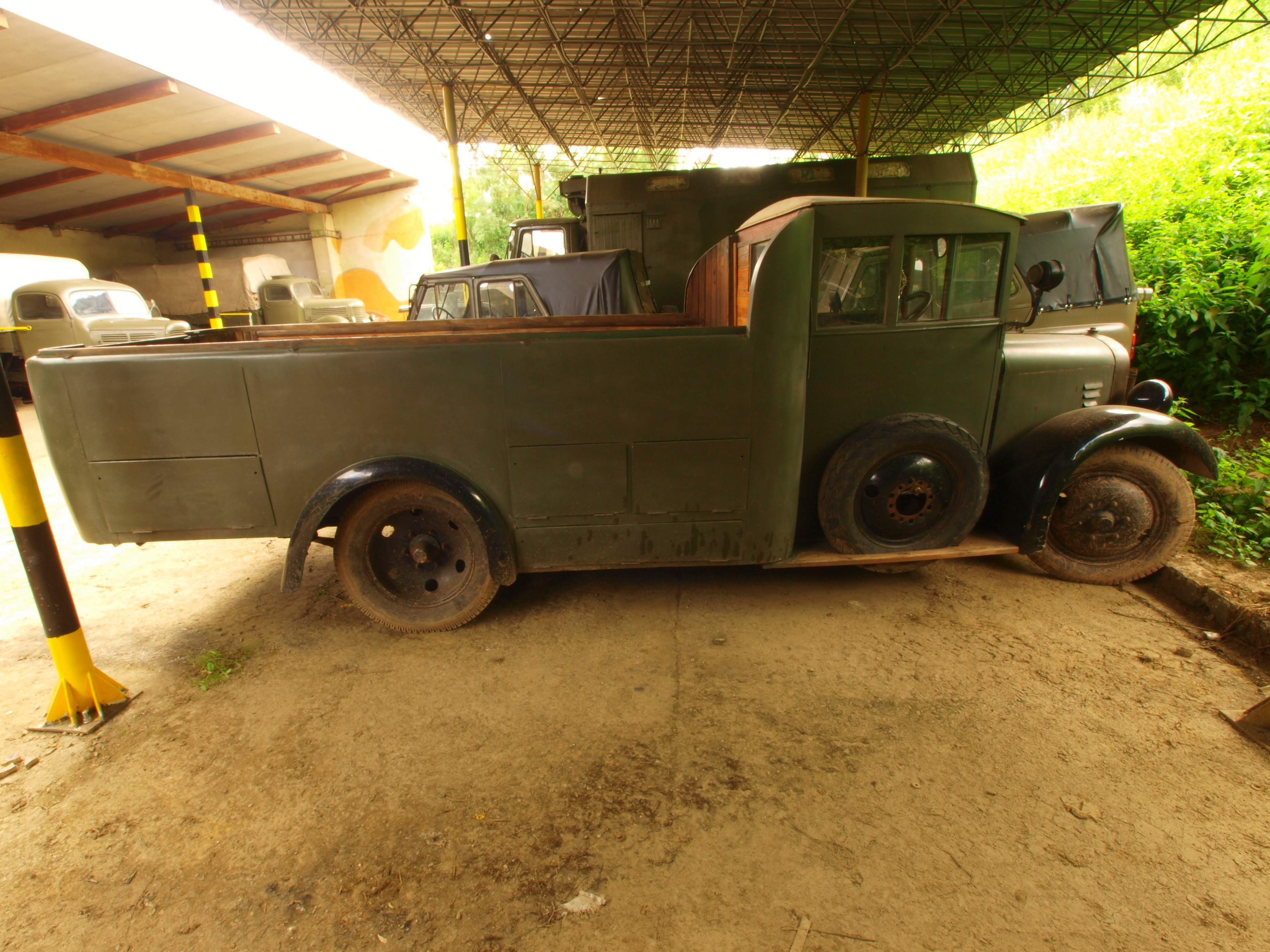
Walter Commercial v Rokycanech